# Francesco Damiani
Francesco Damiani (* 4. Oktober 1958 in Bagnacavallo, Italien) ist ein ehemaliger italienischer Boxer. Er wurde im Oktober 1987 EBU-Europameister und im Mai 1989 der erste Schwergewichtsweltmeister des Verbandes WBO.
Sein größter Erfolg als Amateur war der Gewinn der Silbermedaille im Superschwergewicht bei den Olympischen Sommerspielen 1984 in Los Angeles. Darüber hinaus war er Vizeweltmeister 1982, Weltcupsieger 1983 sowie Europameister von 1981 und 1983.

## Amateurkarriere
Francesco Damiani wurde 1978, 1979 und 1980 jeweils Italienischer Meister im Schwergewicht und gewann eine Bronzemedaille bei den Mittelmeerspielen 1979 in Split. Er startete dann noch bei den Olympischen Sommerspielen 1980 in Moskau und besiegte Teodor Pîrjol, ehe er im Viertelfinale gegen Pjotr Sajew ausschied.
Anschließend boxte er im Superschwergewicht und gewann 1981 die Europameisterschaft in Tampere, wobei er Artur Laburda, Ulli Kaden und Wjatscheslaw Jakowlew besiegen konnte. Den Titelgewinn wiederholte er 1983 bei der Europameisterschaft in Warna nach Siegen gegen István Lévai, Petar Stoimenow und Ulli Kaden. Es handelte sich dabei um den jeweils einzigen italienischen Titelgewinn beider Meisterschaften.
1982 gewann er die Silbermedaille bei der Weltmeisterschaft in München, nachdem er erst im Finale gegen Tyrell Biggs unterlegen war. Im Viertelfinale war ihm ein Sieg gegen den überragenden Kubaner Teófilo Stevenson und im Halbfinale erneut ein Sieg gegen Petar Stoimenow gelungen. Auch dieser Erfolg war der einzige italienische Medaillengewinn dieser WM. 1983 gewann er den Weltcup in Rom mit Siegen gegen William Isangura, Ulli Kaden und Craig Payne.
Er startete daraufhin noch bei den Olympischen Sommerspielen 1984 in Los Angeles und kam mit Siegen gegen Willie Isangura und Robert Wells in das Finale, wo er erneut gegen Tyrell Biggs unterlag.

## Profikarriere
Damiani boxte als Profi von Januar 1985 bis April 1993. Sein Manager war Umberto Branchini. Er gewann 27 Kämpfe in Folge, davon 23 vorzeitig und wurde dabei am 9. Oktober 1987 mit einem K.-o.-Sieg gegen den Schweden Anders Eklund EBU-Europameister im Schwergewicht, wobei er den Titel durch TKO gegen den Niederländer John Emmen und durch K. o. gegen den Deutschen Manfred Jassmann verteidigen konnte. Zudem siegte er im Oktober 1988 durch TKO gegen Tyrell Biggs, dem er als Amateur mehrfach unterlegen war.
Am 6. Mai 1989 boxte er in Syrakus um den Weltmeistertitel des neu gegründeten Weltverbandes WBO und siegte durch K. o. in der dritten Runde gegen den Südafrikaner Johnny Du Plooy. Er wurde damit, nach Primo Carnera (1933–1934), der zweite italienische Schwergewichtsweltmeister im Boxen. Am 16. Dezember 1989 gewann er in Cesena eine Titelverteidigung gegen den Argentinier Daniel Neto durch TKO in Runde 2.
Nach zwei vorzeitigen Siegen in Nichttitelkämpfen 1990, verlor er den WBO-Gürtel am 11. Januar 1991 in Atlantic City nach einer K.-o.-Niederlage in der neunten Runde an den US-Amerikaner Ray Mercer.
In drei folgenden Kämpfen blieb er wieder ungeschlagen, wobei er im September 1992 in Las Vegas einstimmig gegen Greg Page gewinnen konnte. Am 23. April 1993 verlor er in Memphis durch TKO in der achten Runde gegen Oliver McCall und beendete daraufhin seine Karriere.

## Nach dem Boxen
Damiani wurde nach seiner Wettkampfkarriere Boxtrainer und betreute die italienische Olympiamannschaft im Boxen von 2008 und 2012, wobei italienische Boxer einmal Gold, dreimal Silber und zweimal Bronze erkämpfen konnten.